# Hauptgiebel (Neues Schloss Stuttgart)

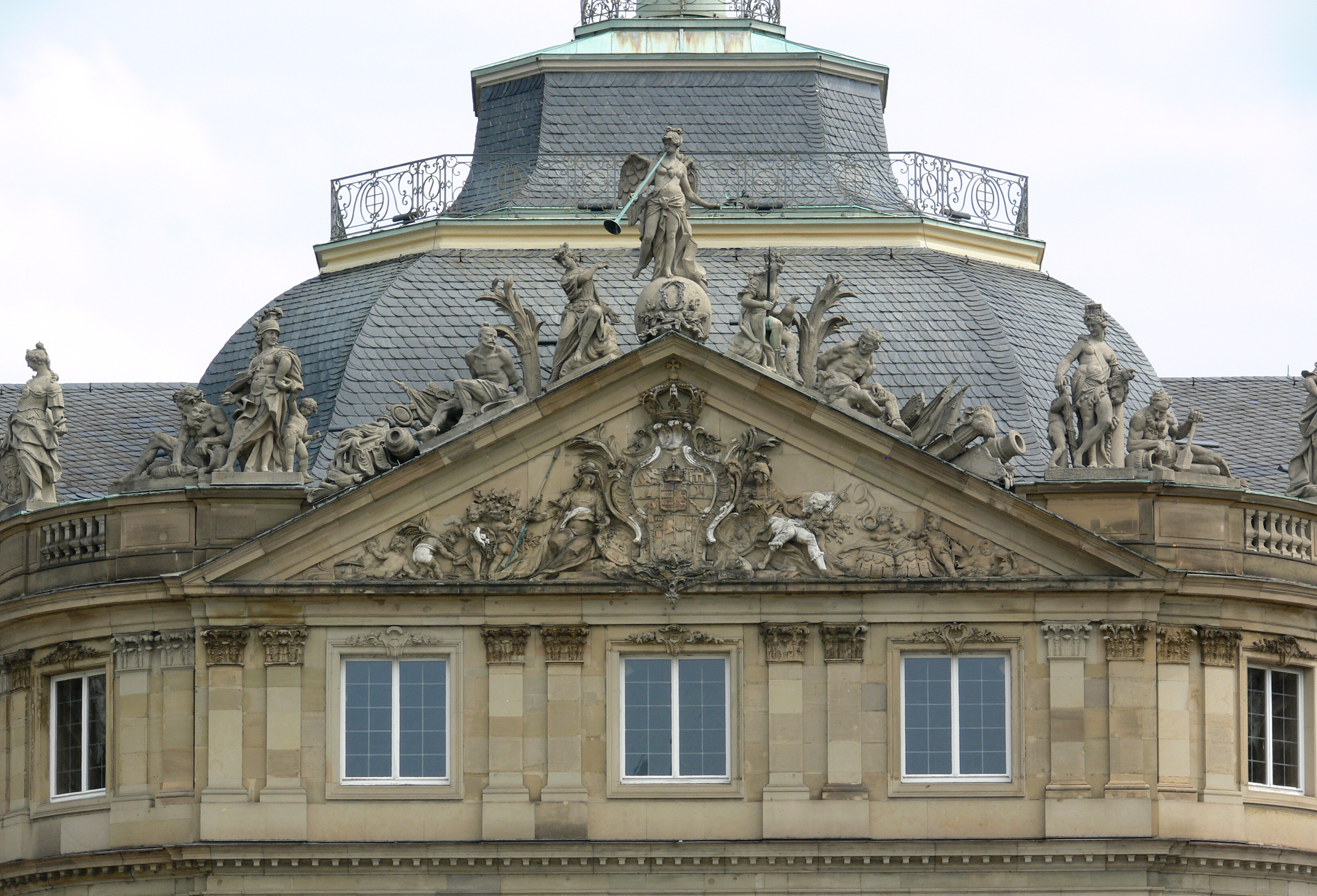
Hauptgiebel des Neuen Schlosses in Stuttgart.

Der Hauptgiebel des Neuen Schlosses in Stuttgart bildet den Abschluss des Mittelbaus des Hauptflügels an der Schlosshofseite. Das Giebeldreieck mit dem Relief des württembergischen Herrscherwappens wird von einem posaunenblasenden Engel überkrönt, der den Ruhm des Herrschers verkündet. Der Posaunist und das Giebelfeld werden von Figurenreihen flankiert, die Tugenden und Eigenschaften des Herrschers rühmen.
Die bildhauerische Ausstattung des Giebels wurde 1748 bis 1753 unter Herzog Carl Eugen, dem Erbauer des Neuen Schlosses, von dem italienischen Bildhauer Domenico Ferretti geschaffen.

## Figurenprogramm
Die figürlichen und bildlichen Darstellungen am und im Neuen Schloss gehen auf ein Programm zur Verbildlichung der fürstlichen Tugenden und Eigenschaften zurück. Das Figurenprogramm wurde im Einverständnis mit Herzog Carl Eugen von dem Geheimen Rat und Konsistorialratspräsidenten Georg Bernhard Bilfinger, Professor der Mathematik und Theologie, zusammen mit dem Architekten des Schlosses Leopoldo Retti entworfen.
| - Mittelbau, 2005. | - Mittelbau, 1889 |

## Beschreibung

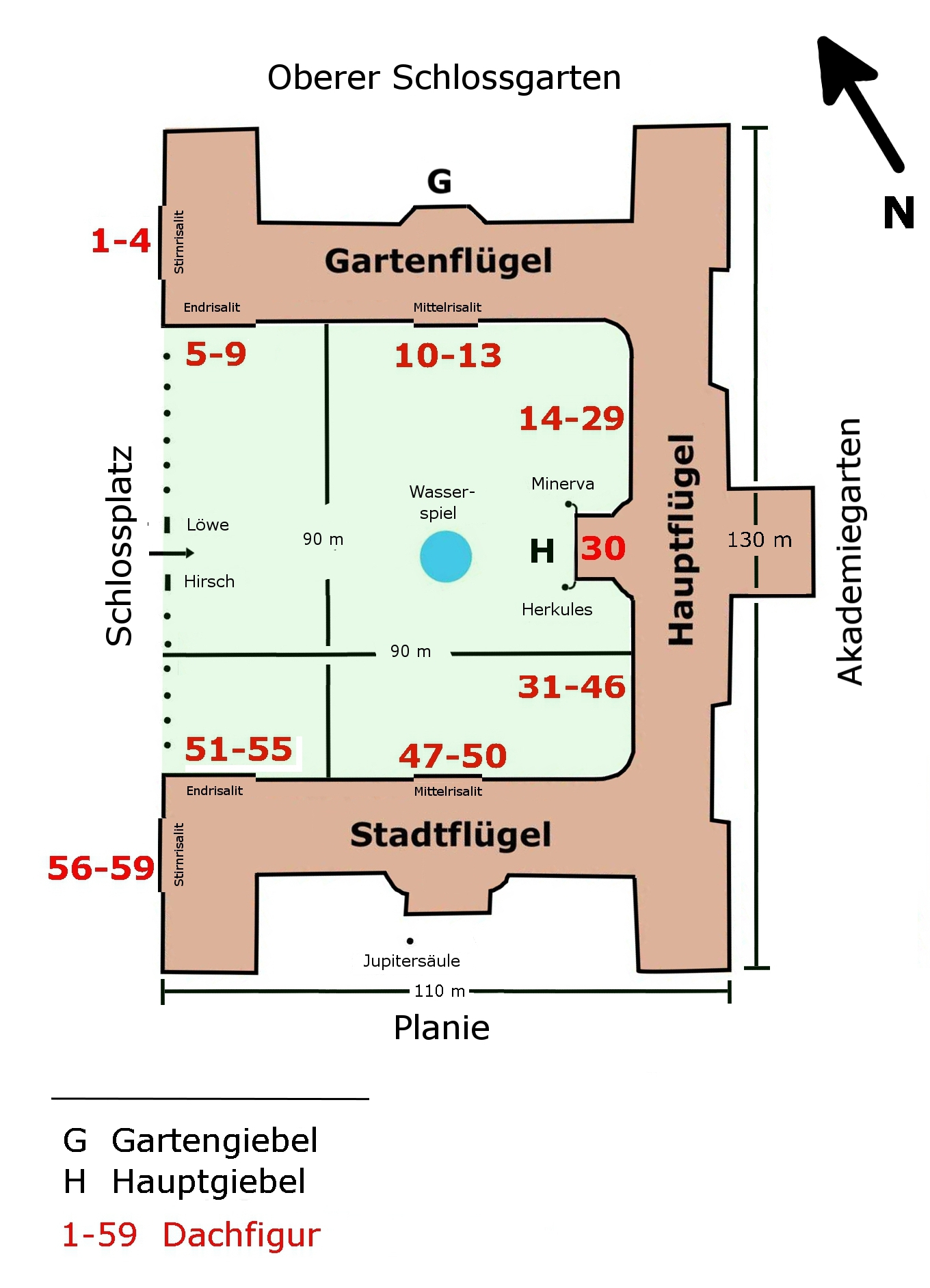
Neues Schloss, Schemagrundriss.

Der Giebelschmuck besteht aus dem Kuppelabschluss (bis zum Zweiten Weltkrieg eine Krone), der Giebelbekrönung auf den Schrägen des Giebeldreiecks, dem Relief des Giebeldreiecks und den flankierenden Dachfiguren.

### Kuppel
Die geschweifte Kuppel des Mittelbaus wurde von einem vergoldeten Herzogshut bekrönt, der unter König Friedrich durch eine vergoldete Königskrone ersetzt wurde. Der Herzogshut und die Königskrone ruhten auf einem Kissen, um das eine Kette mit dem Jagdorden des Goldenen Adlerordens hing (Abbildung). Die Seitenfelder am oberen Teil der Kuppel trugen symbolische Darstellungen mit Schwert, Schild, Helm, Liktorenbündel und Horn. Das vergoldete, durchbrochene Geländer am Umgang der Kuppel bestand aus Rankenwerk, in das sich die württembergischen Wappenmotive der Hirschstangen und des Löwen sowie die Herrscherinitialen einfügten, ursprünglich die Doppelinitiale CC von Herzog Carl Eugen, dann unter König Friedrich das Monogramm FR.
Im Zweiten Weltkrieg wurde die Kuppel zerstört. Beim Wiederaufbau nach dem Krieg wurde die Krone durch einen Sockel mit einer Fahnenstange ersetzt. Die Embleme wurden nicht und das Geländer ohne Wappensymbole und Herrscherkürzel in grauer Fassung wiederhergestellt. Der Fahnensockel wurde mit einem gleichartigen Geländer eingefasst.

### Giebelbekrönung
Das Giebeldreieck wird von der Figur der Bona Fama, der römischen Göttin des Ruhms bekrönt. Die als geflügelter Engel dargestellte Figur steht auf einer großen Weltkugel mit Herzog Carl Eugens Doppelinitiale CC und bläst auf ihrer langen Posaune den Ruhm des Herzogs in die Welt hinaus. Sie überragt die flankierenden Sitzfiguren um das Doppelte. Diese zeigen links die Gloria (Ruhm) mit Krone und rechts die Superioritas (Oberherrschaft) mit Zepter und Hahn, den Symbolen von Herrschaft und Kampfbereitschaft. Beide sind auf den Giebelschrägen angeordnet, gefolgt von einer Palme, einem gefesselten, fast nackten Gefangenen und allerlei Kriegsgerät.

### Giebeldreieck
Das Giebeldreieck ist mit einem Relief geschmückt, das in seiner Mitte eine Wappenkartusche mit dem württembergischen Wappen trägt. Die Kartusche wird von zwei Sitzfiguren römischer Götter flankiert, die sich mit dem Rücken an das Wappen lehnen: links Minerva mit Lanze und Schild, die Göttin der Weisheit und des Kampfes, und rechts der Kriegsgott Mars, der nach einem Pfeilköcher greift. Zu Seiten der Minerva tummeln sich mit Blumen spielende Putten, und Mars zur Seite spielen Putten mit Kriegsgerätschaften. Pfuschreparaturen, die durch ihre weiße Gipsfarbe auffallen, verunstalten das Giebelfeldrelief.

### Wappen
Das Wappen im Giebelfeldrelief wird von einer birnenförmigen Wappenkartusche umschlossen. Sie wurde ursprünglich von einem großen Herzogshut, nach der Erhöhung Württembergs zum Königreich von einer großen Königskrone bekrönt, und ist oben und unten mit Blatt- und Blütenwerk und an den Seiten mit Palmzweigen verziert.
| - Königsswappenrelief. | - Zum Vergleich: Zeichnung des Wappens. |

Der Herzschild in der Mitte des Wappens stellt das württembergische Wappen mit den drei Hirschstangen und den drei Löwen dar, ursprünglich bekrönt von einem kleinen Herzogshut, nach der Erhöhung Württembergs zum Königreich von einer kleinen Königskrone. Die Symbole in den Zeilen und Spalten neben und unter dem Herzschild bezeichnen die zum Herzogtum Württemberg gehörenden Gebiete:
| Zeile Spalte | Symbol                        | Gebiet                                        |
| ------------ | ----------------------------- | --------------------------------------------- |
| Zeile 1      | Rauten Kirchenfahne           | Herzogtum Teck Pfalzgrafschaft Tübingen       |
| Zeile 2      | Mitra Barben                  | Fürstpropstei Ellwangen Grafschaft Mömpelgard |
| Zeile 3      | Reichssturmfahne Dornenbalken | – Herrschaft Justingen                        |
| Spalte 1+2   | Spitzen und Streitkolben      | Grafschaft Limpurg                            |
| Spalte 3     | Heidenkopf                    | Herrschaft Heidenheim                         |
| Spalte 4     | Mondsichel                    | Herrschaft Bönnigheim                         |
| Spalte 5     | Kreuz Hand                    | Amt Altdorf Amt Mindelheim                    |
| Spalte 6     | Adler                         | Reichsstadt Esslingen                         |

### Dachfiguren

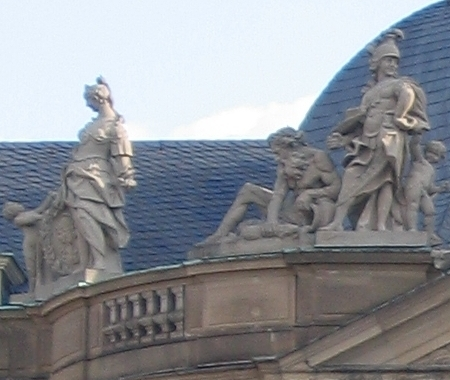
Prudentia, Neckar, Fortitudo.
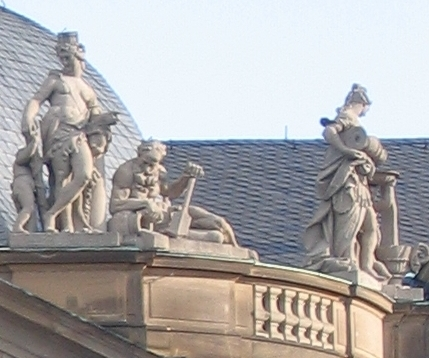
Justitia, Rems, Temperantia.

An den Ecken des Mittelbaus sind auf der Balustrade je drei Figuren angeordnet, die das Giebeldreieck flankieren. Auf der linken Seite steht in voller Rüstung Fortitudo, die römische Göttin der Tapferkeit. Sie ballt eine Hand zur Faust und reicht die andere einem Putto hin. Rechts steht Justitia, die Göttin der Gerechtigkeit, die sich auf eine Stele mit einer Löwenmaske lehnt, während ein Putto ihr das Liktorenbündel überreicht.
Den Göttinnen zur Seite lehnen halb liegend die fast nackten Flussgötter Neckar (links) und Rems, kraftstrotzende Männer mit lockigem Haupthaar und dichtem Vollbart, die einen Wasserkrug auskippen. Der Flussgott Neckar umklammert einen dicken Fisch, und der Flussgott Rems hält den Stiel eines Ruders. Zusammen mit dem Wappen verkörpern die Götter der einheimische Flüsse Neckar und Rems das Land Württemberg.
Den Abschluss der Figurenreihe bilden links Prudentia, die Göttin der Klugheit, und rechts Temperantia, die Göttin der Mäßigung. Prudentia ist der Minerva als Göttin der Klugheit nachgebildet. Sie trägt einen Harnisch mit einer Gorgonenbrosche auf der Brust und eine sich ringelnde Schlange in der Hand, während ein Putto ihr das Gorgonenschild hält. Temperantia füllt behutsam eine Schale aus einem Krug.